# アレクシス・エンリケス
アレクシス・エクトル・エンリケス・チャラレス（スペイン語: Alexis Hector Henríquez Charales、1983年2月1日 - ）は、コロンビアの元サッカー選手。元コロンビア代表。現役時代のポジションはDF。

## クラブ歴
2002年にオンセ・カルダスのトップチームに昇格。2012年にアトレティコ・ナシオナルに移籍。

## 代表歴
2007年5月9日のパナマ代表戦でコロンビア代表デビュー。

## タイトル
オンセ・カルダス
- カテゴリア・プリメーラA: 2003-I, 2009-I, 2010-II
- コパ・リベルタドーレス: 2004

アトレティコ・ナシオナル
- カテゴリア・プリメーラA: 2013-I, 2013-II, 2014-I, 2015-II, 2017-I
- コパ・コロンビア: 2013, 2016, 2018
- スーペルリーガ・コロンビアーナ: 2012, 2016
- コパ・リベルタドーレス: 2016
- レコパ・スダメリカーナ: 2017